# Kastellorizo
Kastellorizo (Grieks: Καστελλόριζο, ook Μεγίστη, Megisti genaamd; Italiaans: Castellorizo, Castelrosso) is een zeer klein Grieks eilandje (oppervlakte ca. 9 km²) dat deel uitmaakt van de archipel de Dodekanesos. In het jaar 2011 had het ongeveer 500 inwoners.
Bestuurlijk is dit eiland sedert 2011 een Griekse gemeente, en hoort bij de regionale eenheid (periferiaki enotita) Rhodos, in de bestuurlijke regio (periferia) Zuid-Egeïsche Eilanden.

## Algemeen
Het eiland ligt ten zuiden van Turkije, en behoort samen met de nog kleinere eilandjes Rho (Kira tis Ro) en Strongili tot de oostelijkste eilanden van Griekenland. De naam Kastellorizo is afkomstig van het Italiaanse Castello Rosso, wat rood kasteel betekent. Het kasteel is nog altijd te bezichtigen. De enige plaats op het eiland heeft ook de naam Kastellorizo (Megisti). Deze ligt aan de kust in het noordoosten van het eiland, en heeft een eigen vliegveld.

## Bereikbaarheid
Er is een veerverbinding tussen Piraeus (vasteland bij Athene) en het eiland via Rhodos. Enkele malen per week is er ook een vliegverbinding tussen Rhodos en Kastellorizo met Olympic Air. Vanuit de Turkse stad Kaş is er een veerverbinding die passagiers in 20 minuten naar Kastellorizo brengt. Visumtoeristen maken hier veel gebruik van.

## De filmMediterraneo
Onbewust voor een groot deel van de wereld is dit eiland wereldberoemd geworden. In 1991 hebben op Kastellorizo namelijk de opnamen plaatsgevonden van de film Mediterraneo. De film speelt zich af op het eiland tegen het einde van de Tweede Wereldoorlog. Een aantal Italiaanse soldaten wordt op het eilandje afgezet om een oogje in het zeil te houden, maar doordat hun apparatuur stuk gaat en het hoofdschip gekaapt wordt hebben ze helemaal niet door dat de oorlog eigenlijk al afgelopen is. De soldaten raken bevriend met de bewoners van het eiland en beleven hilarische momenten. Mediterraneo heeft in 1992 de Oscar gewonnen voor beste niet-Engelstalige film.

## Economische wateren

Dispuut tussen aan de ene kant Griekenland en Cyprus (blauw) en aan de andere kant Turkije (rood)

Er is een hoogoplopend dispuut met Turkije over de loop van de Exclusieve Economische Zone, waar naar olie en gas gezocht kan worden. Griekenland wijst naar het VN-Zeerechtverdrag, waarbij de positie van de Griekse mini-eilandjes dicht bij de kust van Turkije zorgen dat een groot deel van de Middellandse Zee als exclusieve economische zone ten gunste van Griekenland zou gelden. Dit verdrag met 168 ondertekenaars, waaronder de EU en alle Europese landen met uitzondering van Andorra en Monaco, is niet ondertekend door Turkije. Turkije stelt dat eilanden geen exclusieve economische zone hebben. Deze Turkse positie is door de toenmalige Assistant Secretary of State van de Verenigde Staten, Aaron Wess Mitchell, bekritiseerd als die van één versus de rest van de wereld. Onder Erdogan is het geschil verder opgelopen door het uitbrengen van de ‘Blauwe Vaderland’ (Mavi Vatan) plannen, waarbij de EEZ rond een groot deel van de Griekse eilanden door Turkije worden geclaimd. Sommige Turkse bewindvoerders gaan zelfs verder en betwisten zelfs de soevereiniteit van bewoonde Griekse eilanden. Turkije stelt dat het Vrede van Parijs (1947), waarbij Italië de soevereiniteit over de betrokken eilanden overdroeg aan Griekenland, wordt geschonden door Griekenland. Dit Verdrag van Parijs stelt dat de betrokken twaalf eilanden (Dodekanesos), waaronder Kastellorizo, gedemilitariseerd zullen zijn. Turkije is echter geen partij bij het Verdrag van Parijs en kan zich daarom volgens het Verdrag van Wenen inzake het verdragenrecht ook niet op dit verdrag beroepen. Griekenland stelt bovendien dat hetgeen bedreigd wordt, ook niet gedemilitariseerd kan worden. Die bedreiging ziet Griekenland onder meer in de aanwezigheid van het Turkse Vierde Leger met hoge amfibische capaciteiten, het uitgesproken dreigement van Turkije dat een uitbreiding van de territoriale wateren door Griekenland een reden voor oorlog vormt en de invasie en bezetting van het noorden van Cyprus. De Griekse militaire aanwezigheid op het eiland is overigens erg beperkt.